# Rădășeni
Radaseni là một xã thuộc hạt Suceava, România. Dân số thời điểm năm 2002 là 4430 người.